# Arturo Mateo Bas
Arturo M. Bas Capdevila (Córdoba, 30 de septiembre de 1875 - Buenos Aires, 22 de abril de 1935), político y abogado argentino, fuertemente identificado con el catolicismo y la doctrina socialcristiana. Entre otros partidos políticos, integró el Partido Constitucional, la Unión Nacional (1910-1912) y luego la Unión Cívica Radical. Fue Diputado de la Nación Argentina por Córdoba  fue condecorado por la Iglesia católica con la Medalla Pro Ecclesia et Pontifice ("Cruz de Honor") junto con Juan Félix Cafferata, por su labor parlamentaria en pro de la acción social católica. [cita requerida]

## Orígenes y formación
Sus padres fueron don Tomás Bas y doña Eusebia Capdevila.
Luego de seguir los cursos de la escuela primaria en su ciudad natal ingresó como interno en el Colegio del Salvador de Buenos Aires, donde se recibió de bachiller. En 1895 se trasladó a Córdoba e ingresó en la Facultad de Derecho, recibiéndose de abogado. 
En 1904 fue nombrado Juez de Paz Letrado y llevado como Secretario General de la Municipalidad por el Intendente don Ramón Gil Barros.
Fue profesor de Derecho Público Provincial desde 1907 y en 1908 publicó su libro “Derecho Público Provincial”. Se retiró de la docencia en 1918 a raíz de las luchas estudiantiles por la Reforma universitaria, a la que se oponia dado que Bas era uno de los principales dirigentes de la Corda Frates, especie de logia que nucleaba a sectores propietarios católicos de Córdoba, de la cual Arturo Bas era su hombre más prominente.
Integrante del partido Unión Provincial, del cual fue vicepresidente en 1909, desde dicha fuerza política participó en la fundación de la Unión Nacional que en 1910 llevó a la presidencia a Roque Sáenz Peña. 
En 1912 fue uno de los impulsores de la fundación del Partido Constitucional, junto a Juan Félix Cafferata, Antonio Nores, Guillermo Lascano y Manuel Segundo Ordóñez, fuerza de carácter confesional católica, de corta duración.
De 1912 a 1916 fue Diputado Nacional por el Partido Constitucional. Afiliado a la Unión Cívica Radical en 1919, partido político en el que actuaba su hermano José Ignacio Bas, fue nuevamente elegido diputado por dicho partido en las Elecciones legislativas de 1920.
Durante su actuación proyectó diversas leyes de carácter social, algunas de las cuales fueron aprobadas, como la ley de creación de la Caja Nacional de Ahorro Postal accidentes ferroviarios y de trabajo, la ley de prenda agraria y de warrants, [cita requerida]de aguas corrientes para Córdoba y muchas otras para la construcción de caminos, puentes, etc
Entre  principales obras “Derecho Federal Argentino” de 1927. 
En 1932, ante una propuesta de ley de divorcio, publicó en su contra el libro "El cáncer de la sociedad".
Desde la tribuna o el libro abogó por las ideas del catolicismo social, del mismo modo que en la defensa de las autonomías provinciales contra los avances del poder central.[cita requerida]
Falleció en la Capital Federal el 22 de abril de 1935, siendo trasladados sus restos al cementerio de San Jerónimo, en Córdoba.